# Авіаносці типу «Комменсмент Бей»
Авіаносці типу «Комменсмент-Бей» (англ. Commencement Bay class) — серія ескортних авіаносців США часів Другої світової війни.

## Представники
| Назва                              | Номер   | Закладений             | Спущений на воду                          | Вступив у стрій                           | Доля                                                                  |
| ---------------------------------- | ------- | ---------------------- | ----------------------------------------- | ----------------------------------------- | --------------------------------------------------------------------- |
| «Комменсмент-Бей» Commencement Bay | CVE-105 | 23 вересня 1943 року   | 4 травня 1944 року                        | 27 листопада 1944 року                    | знятий з озброєння 1 квітня 1971 року, у 1972 році проданий на злам   |
| «Блок-Айленд» Block Island         | CVE-106 | 25 жовтня 1943 року    | 10 червня 1944 року                       | 30 грудня 1944 року                       | знятий з озброєння 1 липня 1959 року, у 1960 році проданий на злам    |
| «Гілберт-Айлендс» Gilbert Islands  | CVE-107 | 29 листопада 1943 року | 20 липня 1944 року                        | 5 лютого 1945 року                        | знятий з озброєння 15 жовтня 1976 року, проданий на злам              |
| «Кула-Галф» Kula Gulf              | CVE-108 | 16 грудня 1943 року    | 15 серпня 1944 року                       | 12 травня 1945 року                       | знятий з озброєння 15 вересня 1970 року, у 1971 році проданий на злам |
| «Кейп-Глостер» Cape Gloucester     | CVE-109 | 10 січня 1944 року     | 12 вересня 1944 року                      | 5 березня 1945 року                       | знятий з озброєння 1 квітня 1971 року, проданий на злам               |
| «Салерно-Бей» Salerno Bay          | CVE-110 | 7 лютого 1944 року     | 26 вересня 1944 року                      | 19 травня 1945 року                       | знятий з озброєння 1 червня 1960 року, у 1961 році проданий на злам   |
| «Велья-Галф» Vella Gulf            | CVE-111 | 7 березня 1944 року    | 19 жовтня 1944 року                       | 9 квітня 1945 року                        | знятий з озброєння у 1 грудня 1970 року, у 1971 році проданий на злам |
| «Сібоні» Siboney                   | CVE-112 | 1 квітня 1944 року     | 9 листопада 1944 року                     | 14 травня 1945 року                       | знятий з озброєння 1 червня 1970 року, у 1971 році, проданий на злам  |
| «П'юджет-Саунд» Puget Sound        | CVE-113 | 12 травня 1944 року    | 30 листопада 1944 року                    | 18 червня 1945 року                       | знятий з озброєння 1 червня 1960 року, у 1962 році проданий на злам   |
| «Рендова» Rendova                  | CVE-114 | 15 червня 1944 року    | 28 грудня 1944 року                       | 22 жовтня 1945 року                       | знятий з озброєння 1 квітня 1971 року, проданий на злам               |
| «Баїроко» Bairoko                  | CVE-115 | 25 липня 1944 року     | 25 січня 1945 року                        | 16 липня 1945 року                        | знятий з озброєння 1 квітня 1960 року, у 1961 році проданий на злам   |
| «Бадунг-Стрейт» Badoeng Strait     | CVE-116 | 18 серпня 1944 року    | 15 лютого 1945 року                       | 14 листопада 1945 року                    | знятий з озброєння 1 грудня 1970 року, у 1972 році проданий на злам   |
| «Сайдор» Saidor                    | CVE-117 | 29 вересня 1944 року   | 17 березня 1945 року                      | 4 вересня 1945 року                       | знятий з озброєння 1 грудня 1970 року, у 1971 році проданий на злам   |
| «Сісилі» Sicily                    | CVE-118 | 23 жовтня 1944 року    | 14 квітня 1945 року                       | 27 лютого 1946 року                       | знятий з озброєння 1 липня 1960 року, проданий на злам                |
| «Пойнт-Круз» Point Cruz            | CVE-119 | 4 грудня 1944 року     | 18 травня 1945 року                       | 16 жовтня 1945 року                       | знятий з озброєння 15 вересня 1970 року, у 1971 році проданий на злам |
| «Міндоро» Mindoro                  | CVE-120 | 2 січня 1945 року      | 27 червня 1945 року                       | 4 грудня 1945 року                        | знятий з озброєння 15 грудня 1959 року, у 1960 році проданий на злам  |
| «Рабаул» Rabaul                    | CVE-121 | 29 січня 1945 року     | 14 липня 1945 року                        | 30 серпня 1946 року                       | знятий з озброєння 1 вересня 1971 року, у 1972 році проданий на злам  |
| «Палау» Palau                      | CVE-122 | 19 лютого 1945 року    | 6 серпня 1945 року                        | 15 січня 1946 року                        | знятий з озброєння 1 квітня 1960 року, проданий на злам               |
| «Тініан» Tinian                    | CVE-123 | 20 березня 1945 року   | 5 вересня 1945 року                       | 30 липня 1946 року                        | знятий з озброєння 1 червня 1970 року, у 1971 році проданий на злам   |
| USS Bastogne (CVE-124) «Бастонь»   | CVE-124 | 2 квітня 1945 року     | будівництво скасоване 11 серпня 1945 року | будівництво скасоване 11 серпня 1945 року | будівництво скасоване 11 серпня 1945 року                             |
| USS Eniwetok (CVE-125) «Еніветок»  | CVE-125 | 20 квітня 1945 року    | будівництво скасоване 11 серпня 1945 року | будівництво скасоване 11 серпня 1945 року | будівництво скасоване 11 серпня 1945 року                             |
| USS Lingayen (CVE-126) «Лінгаєн»   | CVE-126 | 1 травня 1945 року     | будівництво скасоване 11 серпня 1945 року | будівництво скасоване 11 серпня 1945 року | будівництво скасоване 11 серпня 1945 року                             |
| USS Okinawa (CVE-127) «Окінава»    | CVE-127 | 22 травня 1945 року    | будівництво скасоване 11 серпня 1945 року | будівництво скасоване 11 серпня 1945 року | будівництво скасоване 11 серпня 1945 року                             |

## Історія створення
Авіаносці типу «Комменсмент-Бей» — найбільші та найвдаліші ескортні авіаносці ВМС США. Проєкт — покращений «Сенгамон». Було замовлено 27 кораблів, але побудовано тільки 19, у тому числі 9 вже після закінчення війни.
Оскільки більшість авіаносців типу «Комменсмент-Бей» вступили у стрій на завершальному етапі війни, їх участь у бойових діях була обмежена. У післявоєнний період вони, в основному, були виведені в резерв, але частина з них була переобладнана на протичовнові авіаносці та різноманітні допоміжні кораблі. Також представники цього типу взяли участь в Корейській війні.
У 1960-х роках ці авіаносці почали знімати з озброєння, а кораблі, переобладнані на протичовнові авіаносці, прослужили до початку 1970-х років.

## Конструкція
Корпус авіаносців «Комменсмент-Бей» за своєю конструкцією повторював корпус танкера T-3, але був суттєво підсилений та перекомпонований, збільшилась кількість водонепроникних перебірок. Машини та котли розташовувались в кормовій частині, розміщені ешелонно. Потужність механізмів виросла. На випробуваннях «Комменсмент-Бей» показав потужність 17 800 к.с. та розвинув швидкість 20,2 вузла.
Площа політної палуби, порівняно з прототипом, трохи зменшилась (152.7 х 24,4 м), але ангар збільшився (65,8 х 21 м). На кораблях були встановлені дві катапульти — H-II та потужнішу H-IVC, були збільшені розміри (13,4 х 12,8 м) та вантажопідйомність ліфтів (до 7,7 т). Ємність цистерн для бензину склала 700 000 л.
Суттєво посилилось зенітне озброєння. Ефективність ППО підвищувало більш сучасне радіоелектронне обладнання: — радари SK-2 та SG, висотомір SP, радіомаяк YE.